# Marcos Paulo (Fußballspieler, 1977)
Marcos Paulo Alves (* 11. Mai 1977 in Doresópolis, MG) ist ein ehemaliger brasilianischer Fußballspieler.

## Vereinskarriere
Marcos Paulo begann seine Profikarriere 1996 beim brasilianischen Großklub Cruzeiro Belo Horizonte. Von 1996 bis 1997 kam er lediglich in der Staatsmeisterschaft von Minas Gerais und im Copa do Brasil zum Einsatz. Ab 1998 wurde er auch in Erstligaspielen eingesetzt und erkämpfte sich einen Stammplatz. In den Folgejahren gewann er mit Cruzeiro die Copa Libertadores, Copa do Brasil und die Copa Mercosur. Simultan dazu wurde er aufgrund starker Leistungen in die U-23- und brasilianische A-Nationalmannschaft einberufen.
2001 galt er als großes Mittelfeldtalent und hatte sich international einen Namen gemacht. Somit folgte der logische Schritt nach Europa. Vorerst ging es auf Leihbasis nach Italien zu Udinese Calcio. Dort fand er sich im Abstiegskampf wieder, welchen er aus Brasilien nicht gewohnt war. Marcos Paulo hatte große Anpassungsschwierigkeiten und fand nur schwer in die Mannschaft. Zum Ende der Saison stabilisierte sich aber seine Leistung und er konnte zeitweise einen Stammplatz ergattern. Die in ihn gesetzten Erwartungen konnte er allerdings zu keiner Zeit erfüllen. Udinese schaffte am Ende der Saison mit einem Punkt Vorsprung den Klassenerhalt. Marcos Paulo absolvierte vierzehn Spiele, dabei konnte er ein Tor erzielen. Udinese entschied sich die hohe Kaufoption für Marcos Paulo nicht zu ziehen.
Für die Saison 2002/03 kam es zu einer weiteren Ausleihe nach Europa. Dieses Mal nach Portugal zu Sporting Lissabon. Bei Sporting hatte er die beiden starken defensiven Mittelfeldspieler Paulo Bento und Rui Bento vor sich. Er schaffte es nicht einen von beiden aus der Mannschaft zu verdrängen und absolvierte lediglich drei Ligaspiele. Gefrustet kehrte er nach nur einem halben Jahr nach Brasilien zurück.
Zurück in Brasilien wechselte er zu Grêmio Porto Alegre. Der Traditionsverein befand sich mitten im Abstiegskampf und suchte dringend nach Spielern, die die Defensive stabilisieren konnten. Marcos Paulo fügte sich sofort in die Mannschaft ein und absolvierte fünfzehn solide Spiele. Am Ende konnte der Klassenerhalt gefeiert werden.
Für die Saison 2003/04 wechselte er daraufhin ein weiteres Mal nach Europa. Diesmal nach Israel zu Maccabi Haifa. Haifa hatte den Meistertitel in der Saison 2002/03 lediglich aufgrund des schlechteren Torverhältnisses verpasst und nahm nun viel Geld in die Hand um den Titelgewinn zu feiern. Er schlug auf Anhieb ein und bildete in Folge gemeinsam mit Đovani Roso und Yaniv Katan eine sichere Mannschaftsachse. Am Ende konnte er den Gewinn der Meisterschaft feiern.
Trotz der Aussicht, Champions League spielen zu können, wechselte er daraufhin wieder zurück in die Heimat zu Guarani FC. Nach einem halben Jahr Abstiegskampf entschied er sich für das Abenteuer Ukraine und unterschrieb einen gut dotierten Zweijahresvertrag bei Metalist Kharkiv. Der Wechsel stellte sich für beide Seiten als Missverständnis heraus. Marcos Paulo absolvierte lediglich ein Spiel für die Ukrainer und wechselte im Sommer ein weiteres Mal zurück in die Heimat zu Portuguesa. Dort etablierte er sich ein weiteres Mal als Stammspieler und konnte 2007 den Aufstieg in die brasilianische Serie A feiern.
Im Januar 2008 wechselte er im Tausch plus Aufzahlung gegen den Spieler Catatau nach Japan zu Yokohama FC. Als der Verein am Ende der Saison aus der J. League abstieg, wechselte er innerhalb der Liga zu Shimizu S-Pulse bei denen er unangefochtener Stammspieler ist.

## Nationalmannschaft
Mit der brasilianischen U-23-Mannschaft schaffte er souverän die Qualifikation für die Olympischen Sommerspiele 2000. Dort fand er sich auch im endgültigen Kader wieder, der unglücklich im Viertelfinale im Spiel gegen den späteren Goldmedaillengewinner Kamerun nach Verlängerung ausschied.
Im April 1999 debütierte er für die A-Nationalmannschaft gegen die USA. In der 22. Minute gelang ihm gleich der Torerfolg zum zwischenzeitlichen 2:0. Das Spiel avancierte zum Schützenfest und endete 7:0.
Insgesamt absolvierte er zwischen 1999 und 2000 achtzehn Länderspiele, in denen er drei Tore schoss. Nach dem Ausscheiden bei Olympia im September 2000 wurde er nicht mehr in die Nationalmannschaft einberufen.

## Erfolge
Nationalmannschaft
- Copa América: 1999
- 1× Teilnahme an den Olympischen Sommerspielen: 2000

Cruzeiro
- Copa do Brasil: 1996, 2000
- Copa Mercosur: 1998
- Copa Centro-Oeste: 1999
- Copa dos Campeões Mineiros: 1999
- Staatspokal von Minas Gerais: 2001
- Copa Sul-Minas: 2001

Maccabi Haifa
- Ligat ha’Al: 2003/04

Portuguesa
- Staatsmeisterschaft von São Paulo Série A2: 2007